# Persone di nome Heidi
| Questa pagina contiene informazioni ricavate automaticamente dalle voci biografiche con l'ausilio del template Bio e di un bot. L'aggiornamento è periodico e automatico e ricostruisce completamente la pagina. Se manca una persona in questa lista, sei pregato di non aggiungerla, ma accertati piuttosto che la sua voce biografica contenga il template Bio e che i dati anagrafici siano correttamente compilati. Se il template Bio manca, inseriscilo tu stesso o, in alternativa, metti l'avviso {{tmp\|Bio}} che ne segnala la mancanza. Se i dati riportati sono sbagliati, correggi direttamente la voce biografica; le modifiche saranno visibili in questa lista entro pochi giorni. Per chiarimenti vedi il progetto antroponimi. La lista contiene solo le 62 persone che sono citate nell'enciclopedia e per le quali è stato implementato correttamente il template Bio. Pagina aggiornata al 6 giu 2025. |

Questa è una lista di persone presenti nell'enciclopedia che hanno il nome Heidi, suddivise per attività principale.

## Allenatrici di tennis(1)
- Heidi El Tabakh, allenatrice di tennis e ex tennista egiziana (Alessandria d'Egitto, n. 1986)

## Artiste(1)
- Heidi Blomstedt, artista finlandese (Järvenpää, n. 1911 - Helsinki, † 1982)

## Astronome(1)
- Heidi Hammel, astronoma statunitense (California, n. 1960)

## Attrici(7)
- Heidi Gutruf, attrice e soprano austriaca (Berlino, n. 1943 - Vienna, † 2003)
- Heidi Kabel, attrice tedesca (Amburgo, n. 1914 - Amburgo, † 2010)
- Hudson Leick, attrice e ex modella statunitense (Cincinnati, n. 1969)
- Heidi Lenhart, attrice e doppiatrice statunitense (Los Angeles, n. 1973)
- Heidi Marnhout, attrice statunitense (San Diego, n. 1974)
- Heidi Ruud Ellingsen, attrice, doppiatrice e conduttrice televisiva norvegese (Nordland, n. 1985)
- Hynden Walch, attrice e doppiatrice statunitense (Davenport, n. 1971)

## Calciatrici(3)
- Heidi Elisabeth Ellingsen, calciatrice norvegese (n. 1998)
- Heidi Kollanen, calciatrice finlandese (Tampere, n. 1997)
- Heidi Mohr, calciatrice tedesca (Weinheim, n. 1967 - Weinheim, † 2019)

## Canottiere(1)
- Heidi Westphal, ex canottiera tedesca (Gnoien, n. 1959)

## Cantanti(8)
- Heidi Brühl, cantante e attrice tedesca (Gräfelfing, n. 1942 - Starnberg, † 1991)
- Heidi Hauge, cantante norvegese (Skien, n. 1967)
- Heidi Herløw, cantante danese (n. 1984)
- Heidi Kyrö, cantante finlandese (Kemi, n. 1978)
- Heidi Pakarinen, cantante finlandese (Siilinjärvi, n. 1976)
- Heidi Parviainen, cantante finlandese (Espoo, n. 1979)
- Heidi Solheim, cantante norvegese (Øverbygd, n. 1982)
- Heidi Marie Vestrheim, cantante e conduttrice televisiva norvegese (Øystese, n. 1977)

## Cantautrici(2)
- Heidi Newfield, cantautrice statunitense (Healdsburg, n. 1970)
- Heidi Range, cantautrice britannica (Walton, n. 1983)

## Cestiste(1)
- Heidi Burge, ex cestista statunitense (Fairfax, n. 1971)

## Climatologhe(1)
- Heidi Cullen, climatologa, scrittrice e docente statunitense (Staten Island)

## Collezioniste d'arte(1)
- Heidi Horten, collezionista d'arte e filantropa austriaca (Vienna, n. 1941 - Klagenfurt, † 2022)

## Fondiste(1)
- Heidi Weng, fondista norvegese (Enebakk, n. 1991)

## Fotografe(1)
- Heidi Hollinger, fotografa canadese (Montréal, n. 1968)

## Hockeiste su ghiaccio(2)
- Heidi Caldart, ex hockeista su ghiaccio italiana (Feltre, n. 1983)
- Heidi Pelttari, hockeista su ghiaccio finlandese (Tampere, n. 1985)

## Judoka(1)
- Heidi Rakels, ex judoka belga (Lovanio, n. 1968)

## Modelle(4)
- Heidi Albertsen, supermodella danese (Copenaghen, n. 1976)
- Heidi Klum, supermodella, stilista e conduttrice televisiva tedesca (Bergisch Gladbach, n. 1973)
- Heidi Mount, modella statunitense (Salt Lake City, n. 1987)
- Heidi Sorenson, modella e attrice canadese (Vancouver, n. 1960)

## Nuotatrici(2)
- Heidi Andreasen, nuotatrice faroese (Tórshavn, n. 1985)
- Heidi Pechstein, ex nuotatrice tedesca orientale (Lipsia, n. 1944)

## Pallamaniste(2)
- Heidi Astrup, ex pallamanista danese (Viborg, n. 1972)
- Heidi Løke, pallamanista norvegese (Tønsberg, n. 1982)

## Personaggi televisivi(1)
- Heidi Montag, personaggio televisivo, attrice e cantante statunitense (Crested Butte, n. 1986)

## Politiche(2)
- Heidi Hautala, politica finlandese (Oulu, n. 1955)
- Heidi Reichinnek, politica tedesca (Merseburg, n. 1988)

## Registe(1)
- Heidi Specogna, regista svizzera (Bienne, n. 1959)

## Saltatrici con gli sci(1)
- Heidi Dyhre Traaserud, saltatrice con gli sci norvegese (n. 2007)

## Schermitrici(1)
- Heidi Rohi, schermitrice estone (Haapsalu, n. 1966)

## Sciatrici alpine(13)
- Heidi Bauer, ex sciatrice alpina austriaca (n. 1957)
- Heidi Biebl, sciatrice alpina tedesca (Oberstaufen, n. 1941 - Immenstadt im Allgäu, † 2022)
- Heidi Bowes, ex sciatrice alpina statunitense (n. 1962)
- Heidi Jauk, ex sciatrice alpina austriaca
- Heidi Obrecht, ex sciatrice alpina svizzera (Lauterbrunnen, n. 1942)
- Heidi Preuss, ex sciatrice alpina statunitense (Laconia, n. 1961)
- Heidi Riedler, ex sciatrice alpina austriaca (n. 1961)
- Heidi Voelker, ex sciatrice alpina statunitense (Pittsfield, n. 1969)
- Heidi Wiesler, ex sciatrice alpina tedesca (Staufen im Breisgau, n. 1960)
- Heidi Zacher, ex sciatrice alpina e sciatrice freestyle tedesca (Bad Tölz, n. 1988)
- Heidi Zeller-Bähler, ex sciatrice alpina svizzera (Sigriswil, n. 1967)
- Heidi Zimmermann, ex sciatrice alpina austriaca (n. 1946)
- Heidi Zurbriggen, ex sciatrice alpina svizzera (Saas-Almagell, n. 1967)

## Tenniste(1)
- Heidi Eisterlehner, tennista tedesca (Magdeburgo, n. 1949 - † 2025)

## Tiratrici a segno(1)
- Heidi Diethelm Gerber, tiratrice a segno svizzera (Münsterlingen, n. 1969)

## Senza attività specificata(1)
- Heidi Renoth, ex snowboarder tedesca (Berchtesgaden, n. 1978)